# Estación Central de Graz
La Estación Central de Graz (en alemán, Graz Hauptbahnhof) es una de las estaciones de ferrocarril más importantes de Austria. Conocida anteriormente como «Stationsplatz Graz» tiene una afluencia de unas 30.000 personas al día aproximadamente. Combina trenes de larga distancia y de cercanías de la Österreichische Bundesbahnen (ÖBB), con el tranvía, las líneas urbanas de autobuses de Graz y el autobús regional.
La estación dispone de 12 vías principales y 10 andenes. Toda la señalización se controla por el sistema de ESTW (Elektronisches Stellwerk). Además posee un muelle de carga.

## Historia

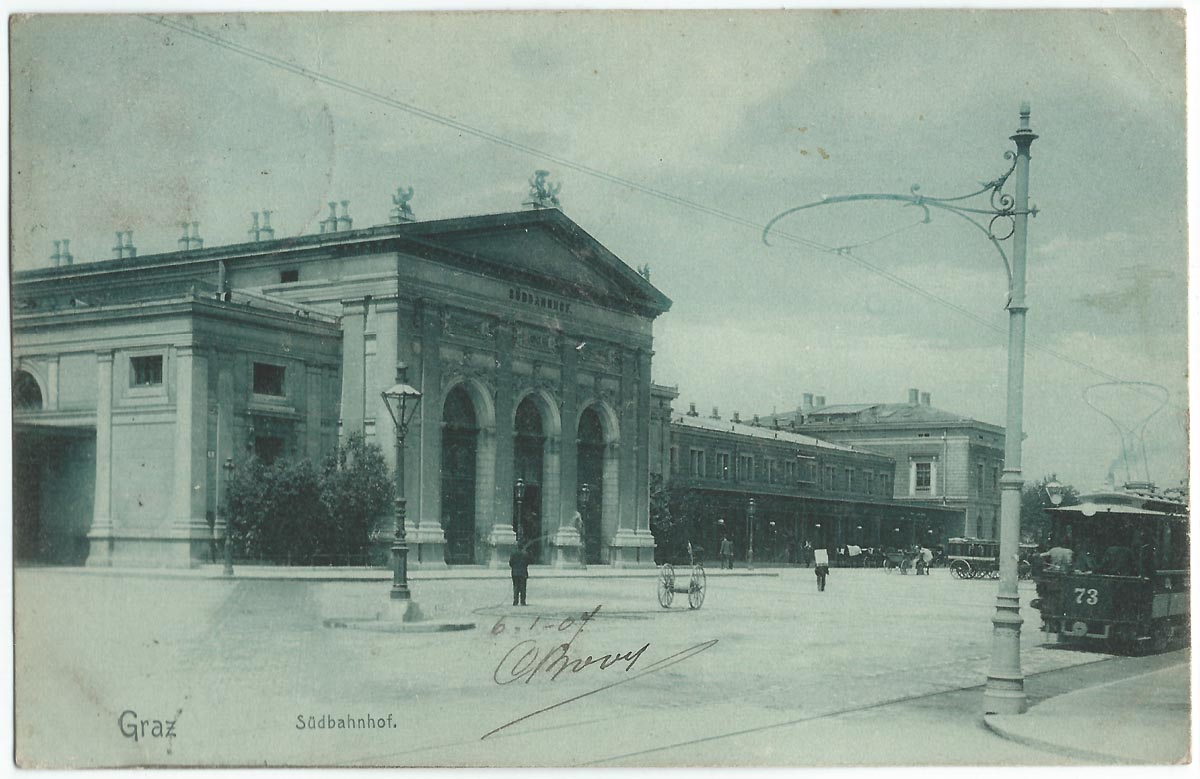
Estación de Graz en 1876.

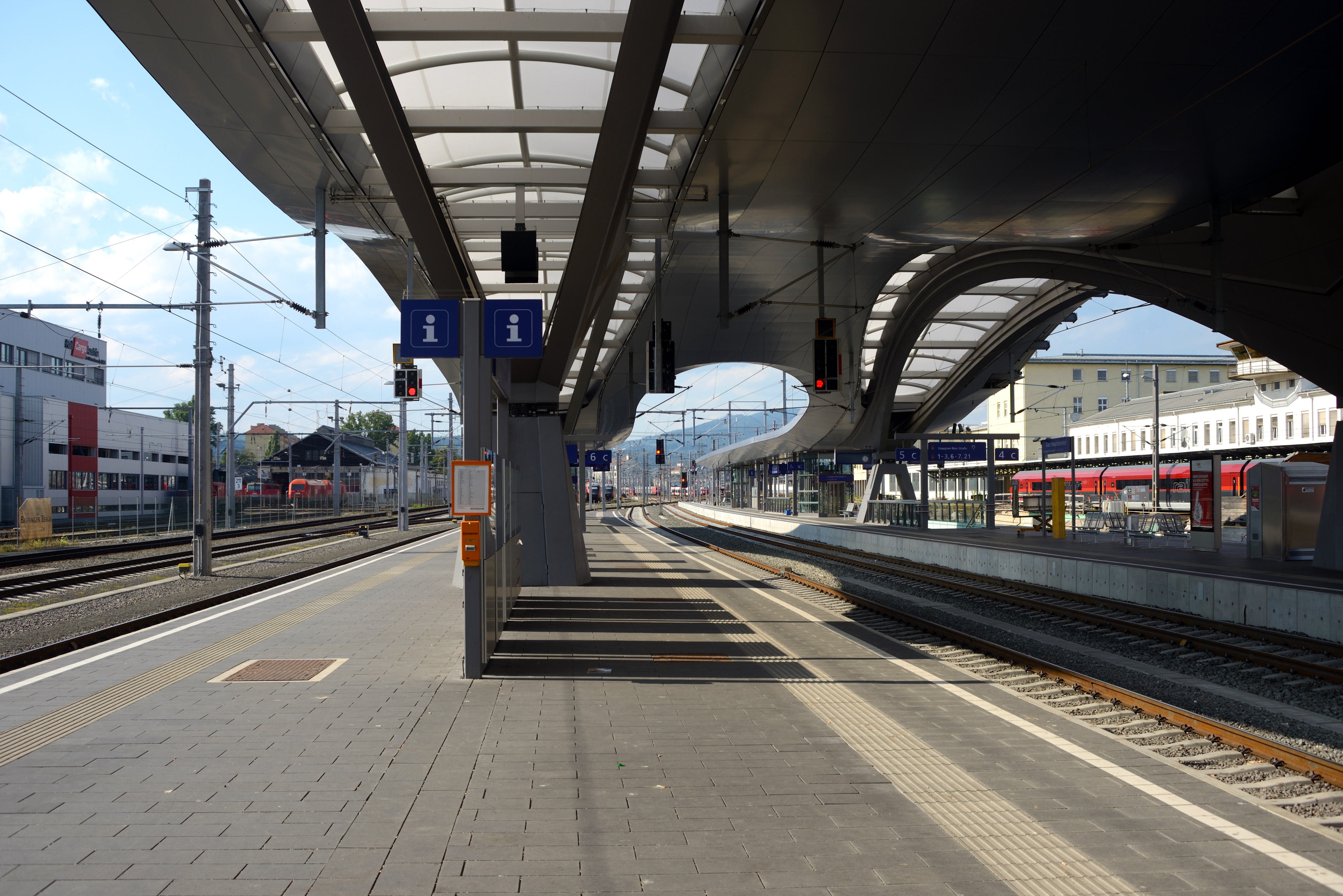
Andén para las vías 6 y 7.

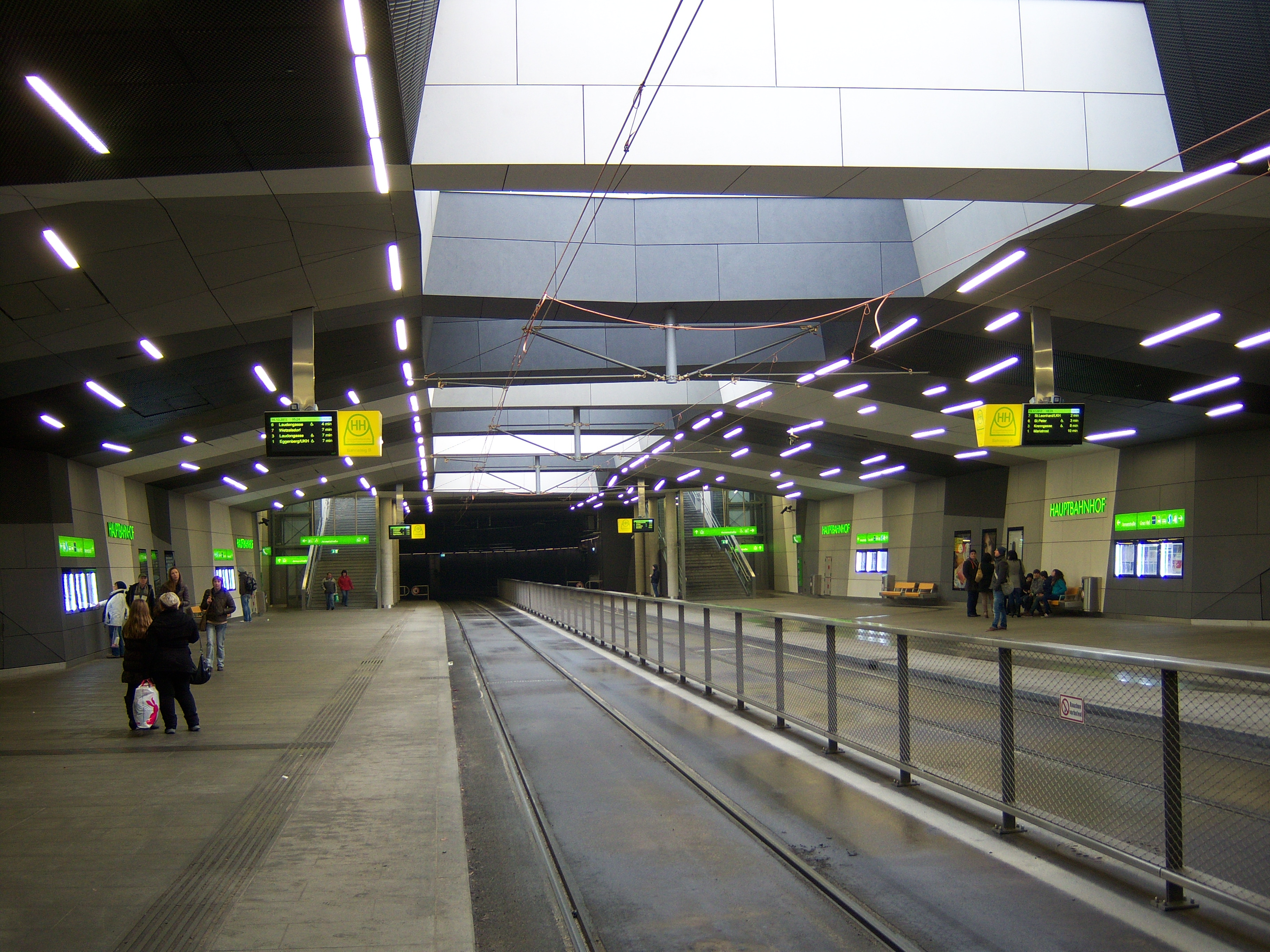
Parada subterránea para los tranvías.

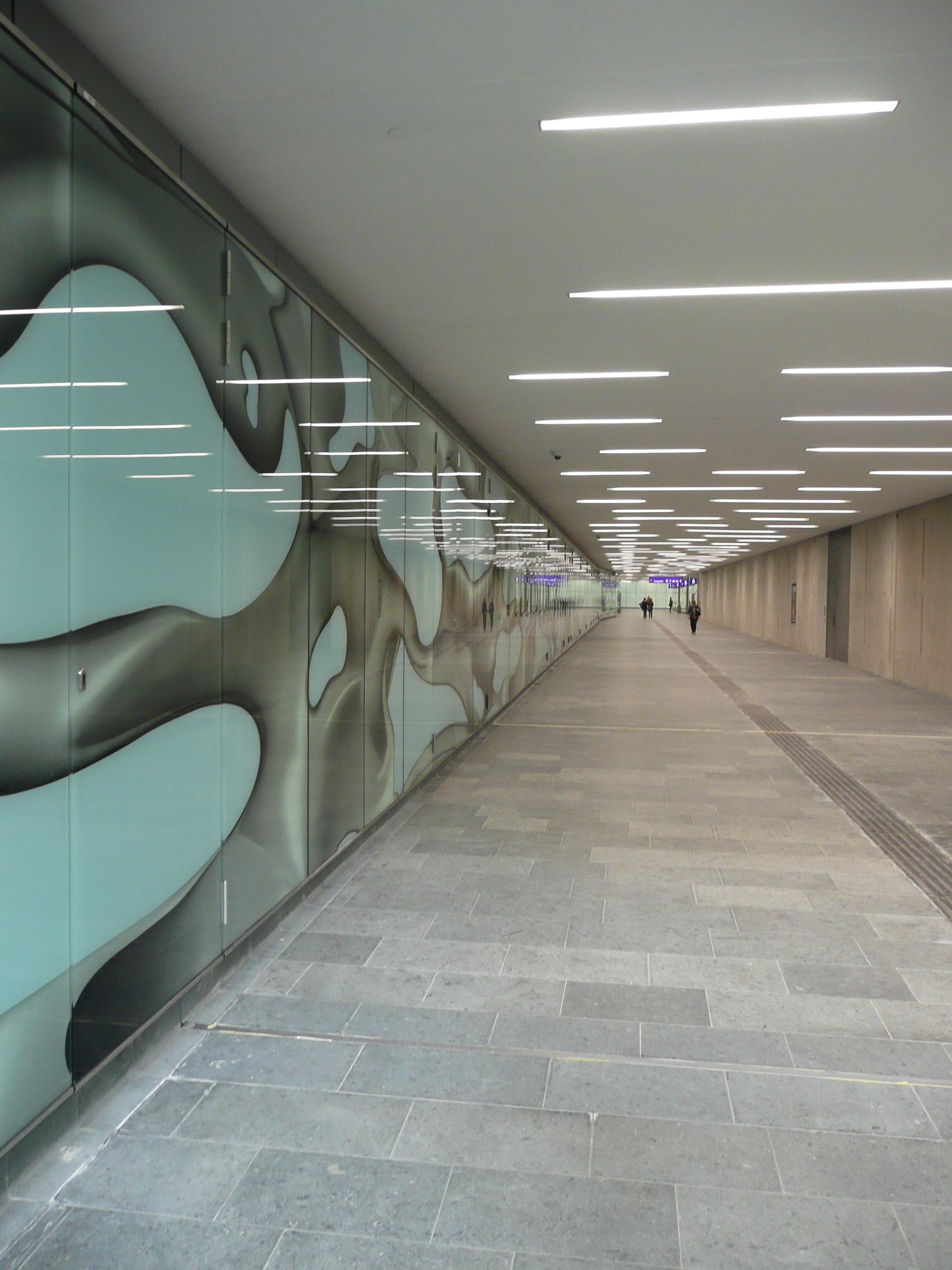
Nuevo túnel para peatones.

A partir de 1825, el Archiduque Johann abogó por una conexión ferroviaria entre el Danubio y el Mar Adriático para conectar Viena con Trieste, entonces el principal puerto del Imperio.
El 21 de octubre de 1844 se inauguró el tramo de Graz a Mürzzuschlag, por lo que sería conocida como «Estación Sur» (Südbahnhof) y luego sería reinaugurada como Stationsplatz Graz (Estación de la Plaza de Graz). La estación quedó completa en 1847, cuando se construyó parte de la calle Annenstraße y Keplerstraße.
El primer edificio para viajeros (Aufnahmsgebäude») fue planificado en 1843 por el arquitecto Moritz von Loehr con 89 metros de largo, 15 metros de ancho, salas preconstruidas, ventanas con arco largo y una torre de reloj octogonal.
En la década de 1860, Südbahn entró en las posesiones del Südbahngesellschaft (Sociedad del Ferrocarril del Sur). La estación era demasiado pequeña para una recuperación económica, por lo que decidieron ampliarla al estilo del historicismo entre los años 1871 y 1876 bajo la dirección del arquitecto Wilhelm von Flattich, por lo que el anterior edificio fue demolido en 1878. Esta estación nueva tendría una gran sala central con tres ventanas en arco y dos extensiones longitudinalmente inferiores, dándole una apariencia similar a la Estación Central de Salzburgo, cuyo centro aún se puede ver en la actualidad.
En julio de 1900 tuvo un inicio parcial y el 27 de abril de 1914, la iluminación eléctrica fue completada en la estación ferroviaria. El 1 de abril de 1913 recibió su actual denominación, «Estación Central de Graz».
En 1924, la compañía Österreichische Bundesbahnen (ÖBB) se hizo cargo de la estación, asignándole nuevos destinos.
El segundo edificio quedó tan severamente dañado durante la Segunda Guerra Mundial que tuvo que ser demolido. Para el nuevo edificio se organizó un concurso que ganó el arquitecto Wilhelm Aduatz. Éste planeó un hall de entrada acristalado, con un ala norte de dos plantas y un ala sur de tres plantas, en una construcción simple de posguerra. El proyecto finalmente fue completado en 1956.
La sala aún permanece intacta y es un monumento protegido, mientras que la estación fue ampliada y reconstruida en numerosas oportunidades, la última en 2001. El salón cuenta con dos alas laterales vidriadas que albergan un centro comercial. En la explanada norte, donde se encontraba el Hotel Ibis, se construyó un supermercado.
Con motivo de la celebración de la "Capital de la Cultura 2003", Peter Kogler hizo un diseño artístico a gran escala para el salón principal: las paredes inferiores estaban cubiertas con 2 355 metros cuadrados de plástico textil estampado con figuras geométricas. La instalación debió ser retirada luego de la conclusión de la "Capital de la Cultura", pero fue reinstalada debido a la respuesta positiva del público.
A fines de 1990, se instaló un túnel peatonal de nuevo diseño entre los andenes, reconocido por su funcionalidad por el Premio Brunel, sirviendo como prototipo para renovaciones en otras estaciones ferroviarias. Entre 2003 y 2004 fue escogida por los pasajeros como la "estación de trenes más hermosa", consiguiendo todos los podios en las subsiguientes ediciones.
Entre 2005 y 2008 se llevó a cabo la instalación de la señalización electrónica (ESTW) centralizada con un costo de 40.7 millones de euros.

## Recorridos

### S-Bahn Steiemark
- S1: Bruck an der Mur continuando hacia Leoben o Mürzzuschlag - Graz / S11: Übelbach - Graz.
- S7: Köflach - Graz.
- S61 / S6: Wies-Eibiswald - Graz.
- S51 / S5: Bad Radkersburg - Graz.
- R532: Bad Gleichenberg combinación Feldbach en S3.
- R520: Viena hasta Fehering en S3 / Oberwart hasta Friedberg en R520.
- S3: Friedberg - Graz.

### Steirische Ostbahn

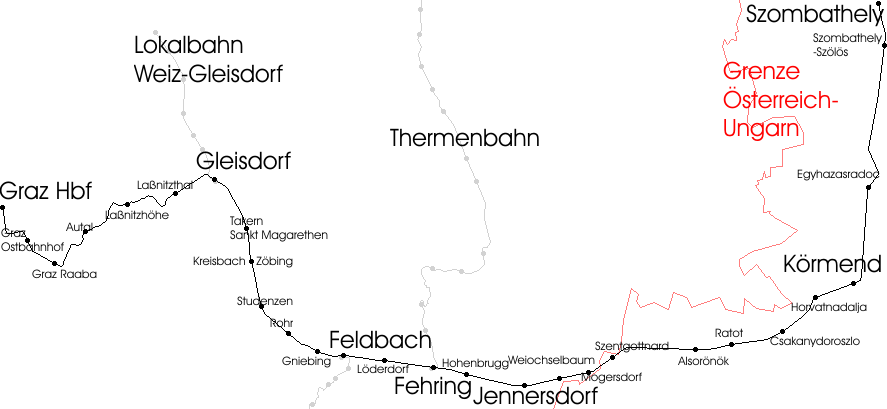
Recorrido del Steirische Ostbahn.

- Graz - Szombathely en Hungría con combinaciones en Gleisdorf con la línea local, Feldbach, Fehering, Jennesdorf y Körmend.